# Законодательное собрание Коста-Рики
Законодательное собрание Коста-Рики (исп. Asamblea Legislativa) — однопалатный парламент, законодательный орган правительства Коста-Рики. Здание Национального конгресса расположено в столице страны Сан-Хосе в районе Эль-Кармен.

## Состав

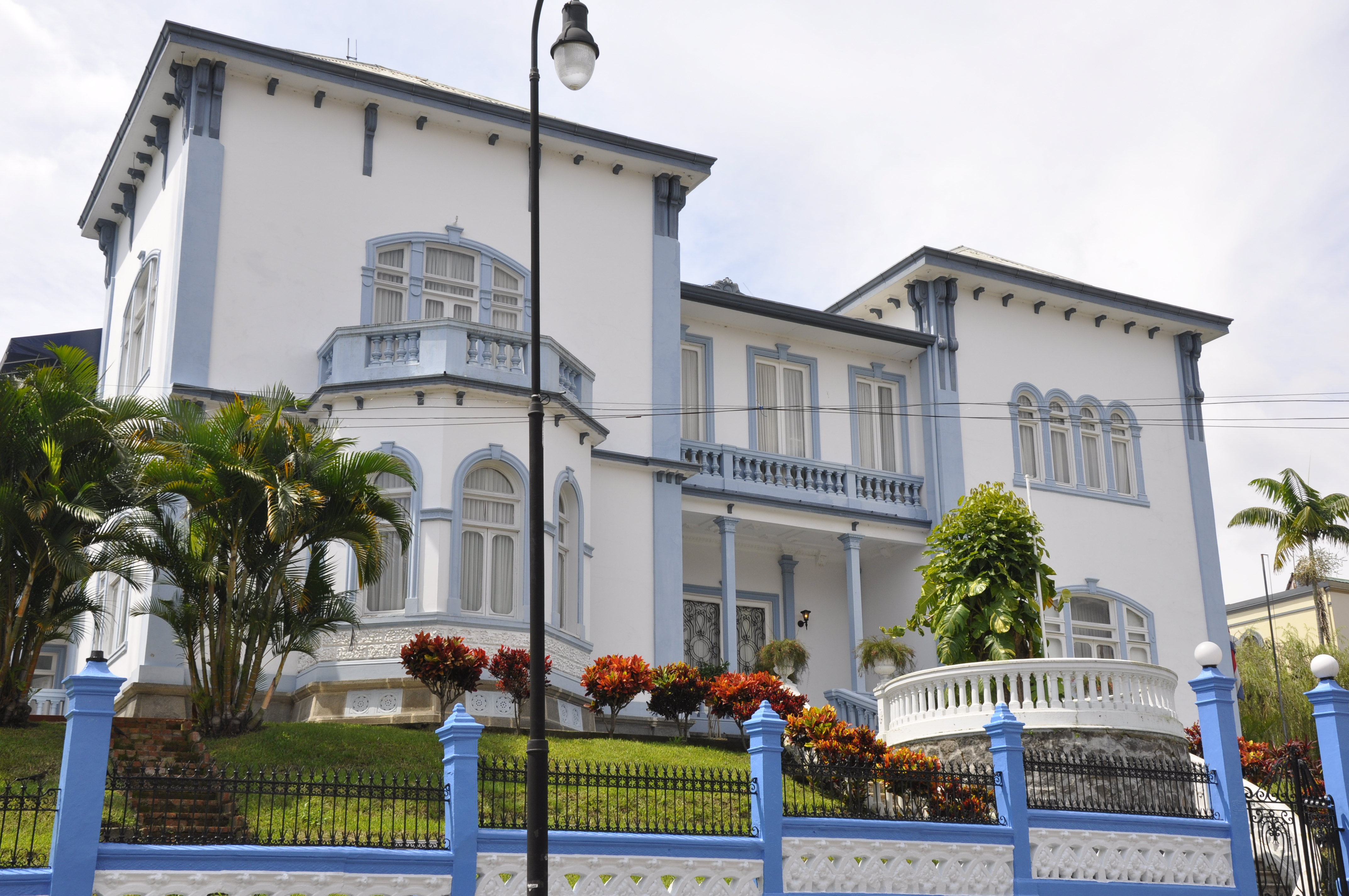
Лазурный дворец (1911), резиденция Президента законодательного собрания.

Законодательное собрание Коста-Рики состоит из 57 депутатов, избираемых в ходе прямых всеобщих выборов на основе пропорционального представительства. Депутаты избираются на срок 4 года. По поправке к Конституции 1949 года депутаты не могут работать два срока подряд, но имеют право выдвигать свою кандидатуру после перерыва на последующих выборах.

## Центральноамериканский парламент
Коста-Рика является единственной испаноговорящей центральноамериканской страной, которая не участвует в наднациональном Центральноамериканском парламенте и не посылает в него своих депутатов.